# Häxan (1956)
Häxan är en fransk-svensk dramafilm från 1956 i regi av André Michel.

## Om filmen
Filmen premiärvisades den 11 april 1956 i Paris Frankrike. Vid den svenska premiärvisningen i Falun och Mora den 29 oktober 1956 var filmen kortad med 7 minuter.
Som förlaga har man den ryske författaren Alexandr Kuprins novell Olesia som utgavs 1898. Den utkom i svensk översättning 1923 under titeln En häxa. Ateljéinspelningen skedde vid Paris-Studios-Cinéma SA i Billancourt, Frankrike, medan exteriörer filmades i Paris, Falun, Mora, Örebro och Askersund. Novellen har filmats två gånger i Sovjetunionen, 1915 av N. Arbatov och 1971 av Boris Ivtjenko.
Ytterligare en film med namnet Häxan spelades in 1922 av Benjamin Christensen, där det enda gemensamma mellan filmerna är titeln.

## Roller i urval
- Marina Vlady - Ina
- Nicole Courcel - Kristina Lundgren
- Maurice Ronet - Laurent Brûlard, fransk ingenjör
- Michel Etcheverry - Camoin, fransk ingenjör
- Rune Lindström - Hermansson, präst
- Erik Hell - Pullinen, förvaltare
- Eric Hellström - Erik, Kristinas son
- Ulla Lagnell - fru Hermansson
- Naima Wifstrand - Maila, Inas mormor
- Ulf Palme - Matti, förman
- Astrid Bodin - kyrkbesökare
- Svea Holm - kyrkbesökare
- Monica Lindberg - kyrkbesökare

### Musik i filmen
- Carrefour, kompositör André Lafosse, instrumental.
- Pavane, kompositör Norbert Glanzberg, instrumental.
- Härlig är jorden (Dejlig är Jorden), dansk text Bernhard Severin Ingemann, svensk text 1884 Cecilia Bååth-Holmberg, sång Rune Lindström